# Carl Skovgaard-Petersen
Carl Skovgaard-Petersen (1866-1955) var en av den danska kyrkans mest kända präster under 1900-talet. Han var en mycket produktiv författare, och påminde en hel del om sin kollega Olfert Ricard. Han var domprost i Roskilde.
1912 öppnade han en bibelskola, som blev mycket älskad. Skovgaard-Petersen verkade där för en konservativ bibelsyn, lutande åt fundamentalismen.
Han var en ivrig debattör i religiösa frågor, och en skicklig tidsanalytiker. Han skrev mycket kritiskt om teosofin och den sekulära humanismen. Han var en bildad man, som följde med sin tid. Han var mycket apokalyptiskt intresserad.
Han var även aktiv i den kristna studentrörelsen, och skrev en mycket älskad bok om ungdomens religiositet, "Ungdommens bog". Den lär vara hans mest kända.
I sin spiritualitet var han påverkad av helgelserörelsen. Han var en mästare i allegorisk bibeltolkning som var vanlig i denna rörelse. Hans små bibliska karaktärsteckningar tillhör det finaste han skrivit.
Han påverkade djupt den yngre danska generationens helgelseförkunnare, och t.ex. Poul Madsen uttryckte sig varmt om hans böcker.

## Utmärkelser
- Riddare av Dannebrogorden,  1920[1]
- Dannebrogsmännens hederstecken,  1931[1]
- Kommendör av Dannebrogorden,  1936[1]
- Kommendör av första graden av Dannebrogorden,  1946[1]

[Redigera Wikidata]